# 星星師傅
星星師傅，香港YouTuber，本姓「周」，英文全名為「Chow Yiu Chung」，曾擔任廚師，亦曾開設餐廳，但因健康問題，從職場退下後，改轉為於Youtube分享職業入廚心得，因着其專業廚師的身份，並考慮一般觀眾在家入廚時的考量，其影片通常都是在自家的廚房內拍攝，以更符合一般觀眾的實際操作。目前共獲得超過85萬的訂閱量。
除入廚片段外，其影片亦包括了自費旅遊、餐廳食評及旅遊片段，亦會分享現今香港飲食業的狀況，題裁算多元化。

## 出版作品
現時星星師傅只出版了一本食譜書藉，於2022年發行。
| 出版日期     | 書名                     | 出版社         | ISBN               |
| ------------ | ------------------------ | -------------- | ------------------ |
| 2022年2月1日 | 《職人吹水 星星食譜(1)》 | 別天神有限公司 | ISBN 9789887617068 |

## 外部連結
- YouTube上的〈職人吹水〉@SingSingKitchen頻道 （页面存档备份，存于）
- 職人吹水的Facebook專頁